# Ivan Harambašić
Ivan Harambašić  (* 9. Dezember 2000 in Osijek) ist ein kroatisch-Schweizerischer Fussballspieler, der zurzeit beim SC Kriens unter Vertrag steht.
In der Saison 2017/18 spielte Harambašić beim FC Wangen bei Olten, danach bei Old Boys Basel und FC Köniz. Bei Stade Lausanne-Ouchy konnte er im Sommer 2020 seinen ersten Profivertrag unterschreiben. Ein Jahr später wechselte er zum SC Kriens in die Challenge League. Ab Sommer 2022 spielt Ivan Harambasic beim Lettischen Erstligisten FK Metta.